# Partido da Imprensa Golpista

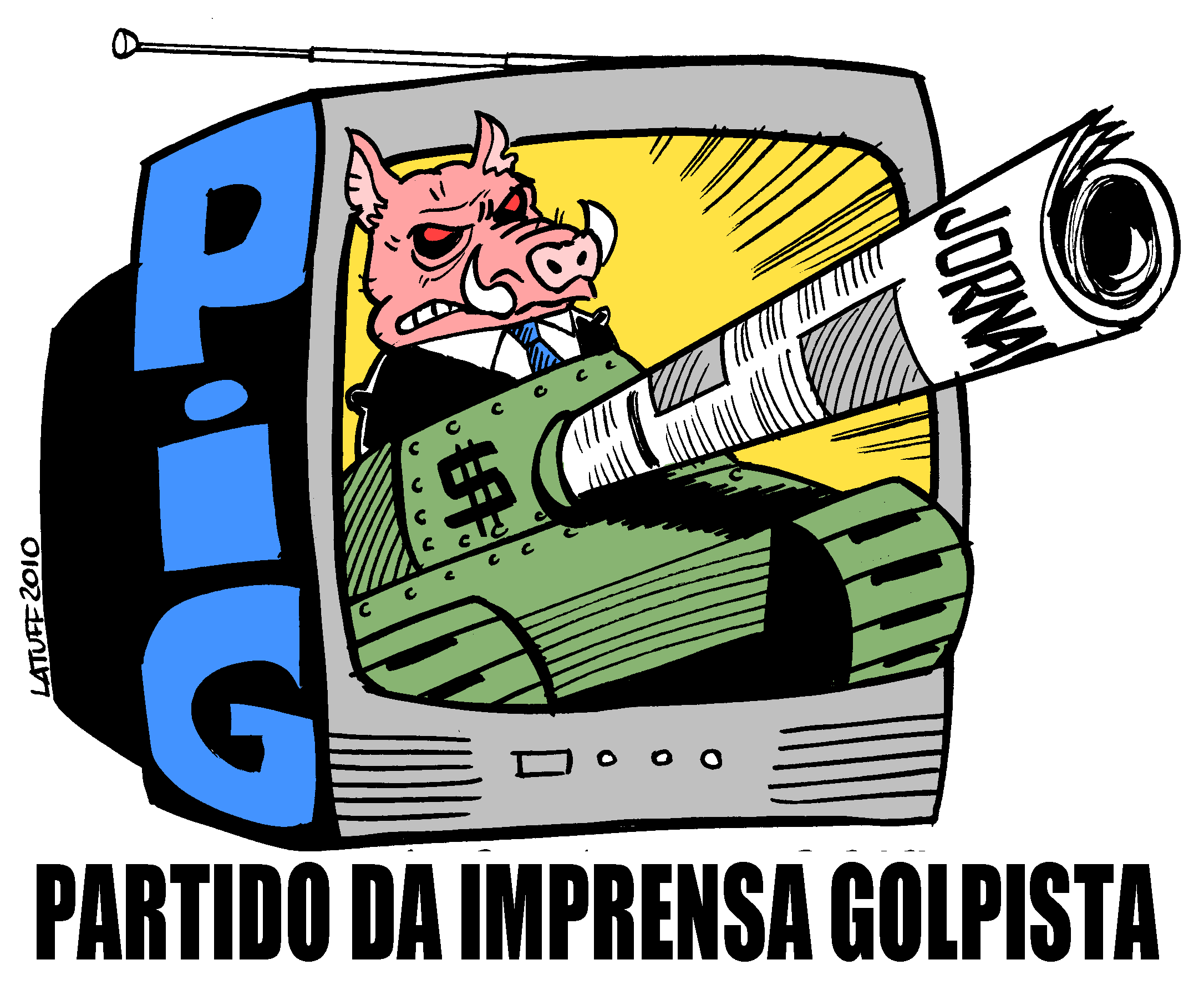
Partido da Imprensa Golpista por Carlos Latuff.

El Partido da Imprensa Golpista (PIG, o Partido de la Prensa Golpista) es una expresión que se utiliza ampliamente entre los internautas brasileños de izquierda desde 2007 para caracterizar la actitud de los medios de comunicación brasileños hacia el presidente Luiz Inácio Lula da Silva a partir de las elecciones presidenciales brasileñas de 2006. El término «PIG» fue popularizado por el periodista Paulo Henrique Amorim, en su blog Conversa Afiada. Siempre que utiliza el término, Amorim lo escribe con una «i» en minúscula como un juego de palabras con el nombre del portal de Internet «iG»., donde fue un articulista, antes de ser despedido abruptamente el 18 de marzo de 2008, en una acción que describe como un proceso de «limpieza ideológica».
El término también es utilizado constantemente por los periodistas Luiz Carlos Azenha y Rodrigo Vianna en sus blogs, lo que también ayudó a extender su popularidad. Sin embargo, el término obtuvo gran notoriedad cuando fue usado por primera vez en el Congreso brasileño en un discurso del diputado Fernando Ferro, de Pernambuco, miembro del Partido de los Trabajadores. Él, irónicamente, sugirió que el director de cine y comentarista de la Rede Globo Arnaldo Jabor debería candidatearse para «presidente del PIG».

## Definición
La explicación misma de Paulo Henrique Amorim para el significado de la expresión aparece siempre que la menciona en sus artículos. Según él, «en ninguna democracia seria del mundo, periódicos conservadores, de baja calidad y incluso sensacionalistas, y una sola red televisiva tienen la importancia que tienen en Brasil. Se han convertido en un partido político - el PiG, Partido de la Prensa Golpista».
Amorim afirma que incluso algunos políticos se han convertido en parte del PiG. Él sostiene que «los partidos políticos ya no son un instrumento del golpe, pero se han convertido en el propio golpe. Con el discurso de [hacer] periodismo objetivo, no sólo hacen el trabajo de una prensa que omite la información; pero el trabajo de una prensa que miente, distorsiona y engaña. El expresidente Fernando Henrique Cardoso fue uno de los primeros políticos que se dieron cuenta de que podría encontrar la fuerza política que necesitaba en el PiG, y así hoy en día disfruta de la imagen de ser un líder mundial destacado».
Según el periodista Maurício Dias, que traza un paralelo entre los medios de comunicación de Brasil y el canal FOX News, frecuentemente acusado de tener un sesgo conservador, los medios de comunicación brasileños operan bajo una sola directriz: «el candidato del Partido de los Trabajadores no puede ganar».

## Antecedentes históricos
Paulo Henrique sostiene que históricamente la gran prensa brasileña defiende golpes de estado cada vez que el presidente de Brasil no es elegido de entre miembros de las elites gobernantes. El PiG, según Amorim, tuvo su origen con Carlos Lacerda, de quien dijo que «ayudó a matar a Getúlio Vargas». Se continuó con su «lucha contra la democracia» a través de los gobiernos de Juscelino Kubitschek y João Goulart, cuando por fin «abiertamente defendió y promovió el golpe militar brasileño de marzo de 1964». Según él, los medios de comunicación también «atacaron al gobernador Brizola de Río de Janeiro durante sus dos mandatos, y ahora conspiran contra Lula».
El politólogo Wanderley Guilherme dos Santos, que había pronosticado el derrocamiento del presidente João Goulart en 1964, sostuvo en una entrevista concedida a revista CartaCapital en 2005, que «la gran prensa llevó Vargas al suicidio con base en nada; casi impidió Juscelino de asumir el cargo con base en nada; llevó a la renuncia de Jânio, aprovechándose de su locura, con base en nada; intentaron impedir Goulart de asumir el cargo con base en nada».

## Papel de la Internet
Según el escritor Fernando Soares Campos, «sin Internet, Lula difícilmente habría sido elegido; si lo hubiera hecho, no asumiría el cargo; si hubiera asumido el cargo, habría sido expulsado con facilidad». Argumenta que «el PIG es fuerte, es Goliat, pero la Internet está llena de Davids». Campos dice que la mera existencia de Internet interfiere con el monopolio de la información por grandes grupos de comunicación, y esta interferencia obstaculiza golpes.

## Elmea culpadel «Globo»
«Desde las manifestaciones de junio, un coro volvió a las calles: "La verdad es dura, la Globo apoyó la dictadura." De hecho, es una verdad, y también, de hecho, una verdad dura. Durante muchos años, en debates internos, las Organizaciones Globo reconocen que, a la luz de la historia, este apoyo fue un error.»

En 31 de agosto de 2013, el diario «O Globo» publicó un editorial donde reconoce por primera vez, que apoyó el golpe de Estado de 1964 que derrocó al presidente electo João Goulart y estableció una dictadura militar que duró hasta 1985. El editorial salió a la luz cerca de dos meses después de las violentas manifestaciones ocurridas en todo el Brasil, consideradas inicialmente como protestas solamente contra el gobierno (a todos los niveles - municipal, provincial y federal), pero que finalmente llegaran hasta la misma Rede Globo, históricamente criticada por su apoyo explícito a la dictadura militar. El editorial causó poco o ningún impacto sobre otros órganos de los medios de comunicación brasileños (algunos de ellos también identificados en el editorial como partidarios del régimen de los generales). Por ejemplo, la Rede Record, principal competidora de Rede Globo y cuyos propietarios actuales no tienen vínculos con el período dictatorial, se ha limitado a reproducir el editorial en su sitio R7, sin comentarios.

## Miembros
«No existe eso de la opinión pública. Solo hay opinión publicada.» - Winston Churchill

De acuerdo con Paulo Henrique Amorim, solo tres familias brasileñas controlan la totalidad de los principales medios de comunicación brasileños: los Marinhos (Roberto Marinho, Organizações Globo), los Mesquitas (Julio de Mesquita, Grupo Estado) y los Frías (Octavio Frias, del Grupo Folha). Según Amorim, dominan y condicionan las noticias en Brasil, a través de sus diversos periódicos, emisoras de radio, agencias de noticias y blogs de Internet. Ellos han provocado lo que Amorim llama «una masacre» de la pequeña prensa regional brasileña, como consecuencia del control que ejercen sobre toda la información principal, con el fin de manipular la opinión pública brasileña.

## Críticas
Adversarios al uso de este término afirman que el mismo sería paranoico. La prensa, de acuerdo con los opositores de esta expresión, solo denuncian irregularidades en el gobierno. Así, el uso del término sería un intento de poner a la población contra la prensa.
Según el periodista Pedro Doria, la manifestación de una polaridad ideológica es intolerante e incapaz de explicar una realidad social compleja. Otro periodista, Sergio Leo, sostiene que los medios de comunicación brasileños son demasiado complejos para ser etiquetados como tales, ya que cubren una amplia gama de temas.
Sin embargo, la propia presidenta de la Asociación Nacional de Periódicos (Associação Nacional de Jornais - ANJ), María Judith Brito, dijo que la prensa brasileña ha asumido el papel de un agente político en las elecciones presidenciales de 2010. Brito es una ejecutiva del diario Folha de S. Paulo. Curiosamente, ella fue otrora una candidata a concejal por el Partido de los Trabajadores. En sus propias palabras, Judith sostiene que los medios de comunicación han tomado el papel de la oposición al gobierno de Lula:
«La libertad de prensa es un bien común que no debe ser limitado. En este derecho general, el contrapunto es siempre una cuestión de responsabilidad de los medios y, por supuesto, los medios de comunicación están haciendo, de hecho, el papel de la oposición en este país, ya que la oposición se halla profundamente debilitada. Y este papel de oposición y de investigación, sin duda, muy molesta al gobierno».
Acerca de su discurso, el periodista Luciano Martins Costa, del Observatório da Imprensa, comentó que:
«El mayor riesgo para la prensa viene de la propia prensa, cuando los periódicos se unen para actuar como un partido político.(...) Cuando la prensa abandona su eje, todos perdemos. Sobre todo la prensa.»